# Bleek boomvorkje
Bleek boomvorkje (Metzgeria furcata) is een thalleus levermos uit de boomvorkjesfamilie (Metzgeriaceae) dat groeit op steen en schors. Het komt vooral voor in beschutte bossen met een hoge luchtvochtigheid en daarnaast ook op laanbomen. Het groeit meestal als pionier op loofbomen met een vrij zure tot neutrale, matig voedselarme tot voedselrijke schors. Zelden is de soort ook aan te treffen op beschaduwd beton van bunkers en bruggen.

## Kenmerken
Het thallus heeft een dikke (schijn-)middenrib, de uiteinden van het thallus zijn gevorkt vertakt. De randen zijn vlak of iets naar onder gebogen met een rij onregelmatig verspreide haartjes. Ook op de onderzijde van het thallus zitten verspreid wat haartjes. De ongeveer 0,3 tot 1,4 mm brede en tot 2 cm lange, gevorkte, vertakte thalli zijn frisgroen tot geelgroen, gedroogd witgroen van kleur. In het begin ligt het thallus vaak dicht tegen het substraat, pas als de planten wat meer volgroeid zijn steken de punten wat uit boven de begroeiing.
De lamina-cellen hebben een diameter van ongeveer 30 tot 60 µm. Het vormt zelden sporofyten.

## Habitat
Bleek boomvorkje is een voornamelijk epifytisch levermos dat basenrijke tot zwakzure, schaduwrijke tot lichte, droge tot frisse plaatsen op de bast koloniseert, met name van loofbomen, heesters en coniferen. Het is minder gebruikelijk om het te vinden op kale boomwortels of op rotsen. Het is een pionier-mos dat snel overwoekerd wordt door andere sterkere mossen.

## Verspreiding
Bleek boomvorkje komt algemeen voor in de gehele gematigde breedtegraden van het noordelijk halfrond, evenals in Australië en Nieuw-Zeeland, vooral in gebieden met een niet al te lage luchtvochtigheid. De populaties in Centraal-Europa zijn de afgelopen jaren echter enigszins afgenomen als gevolg van luchtverontreiniging. 
In Nederland komt bleek boomvorkje algemeen voor. Het staat niet op de rode lijst en is niet bedreigd. Het kende in de tweede helft van de 20e eeuw door luchtverontreiniging een sterke achteruitgang, maar is in de 21e eeuw een groot deel van het land weer algemeen. Naast de verbeterde luchtkwaliteit zal zeker ook de landelijke toename van het bosareaal aan de uitbreiding hebben bijgedragen. In de laagveengebieden en de oostelijke zandgebieden in het midden en noorden van het land lijkt deze regelmatig fructificerende soort minder algemeen.

## Fotogalerij

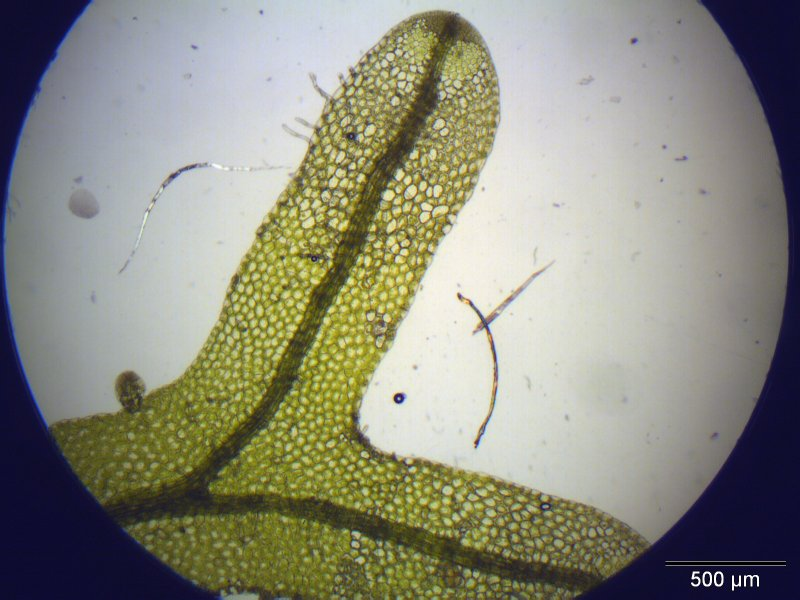
Thalluslob (40 x vergroot)
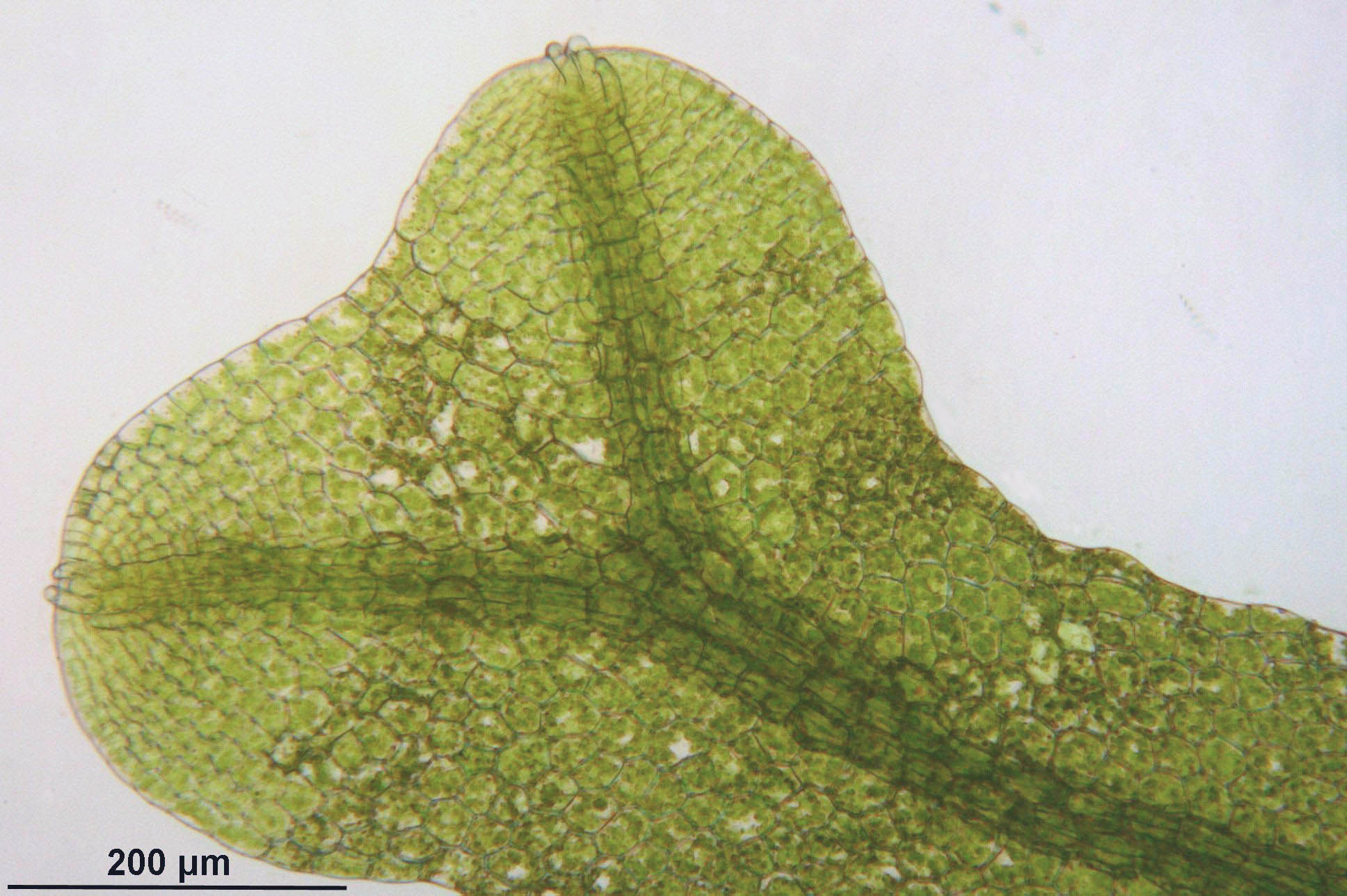
Thallus
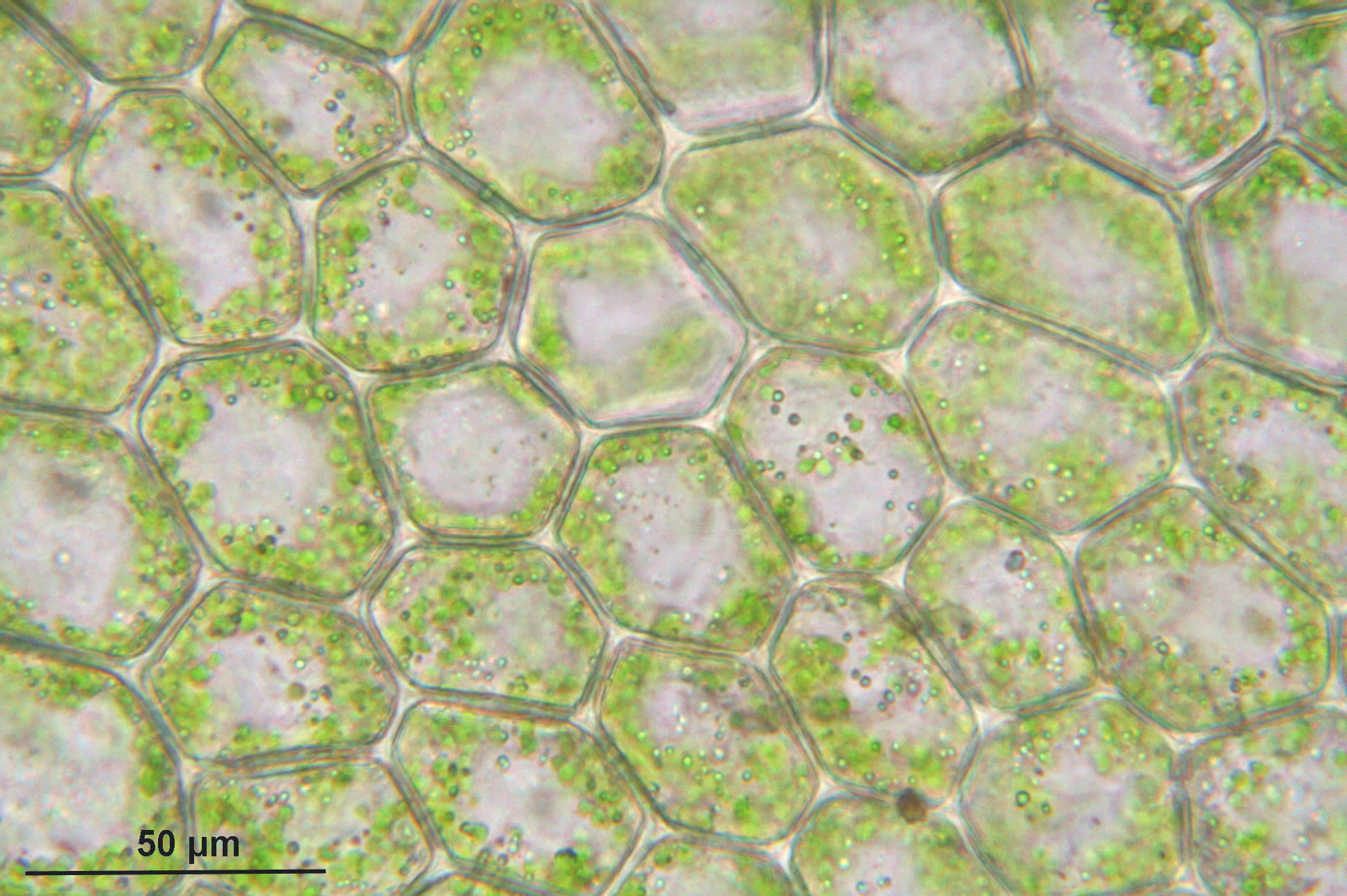
Thalluscellen
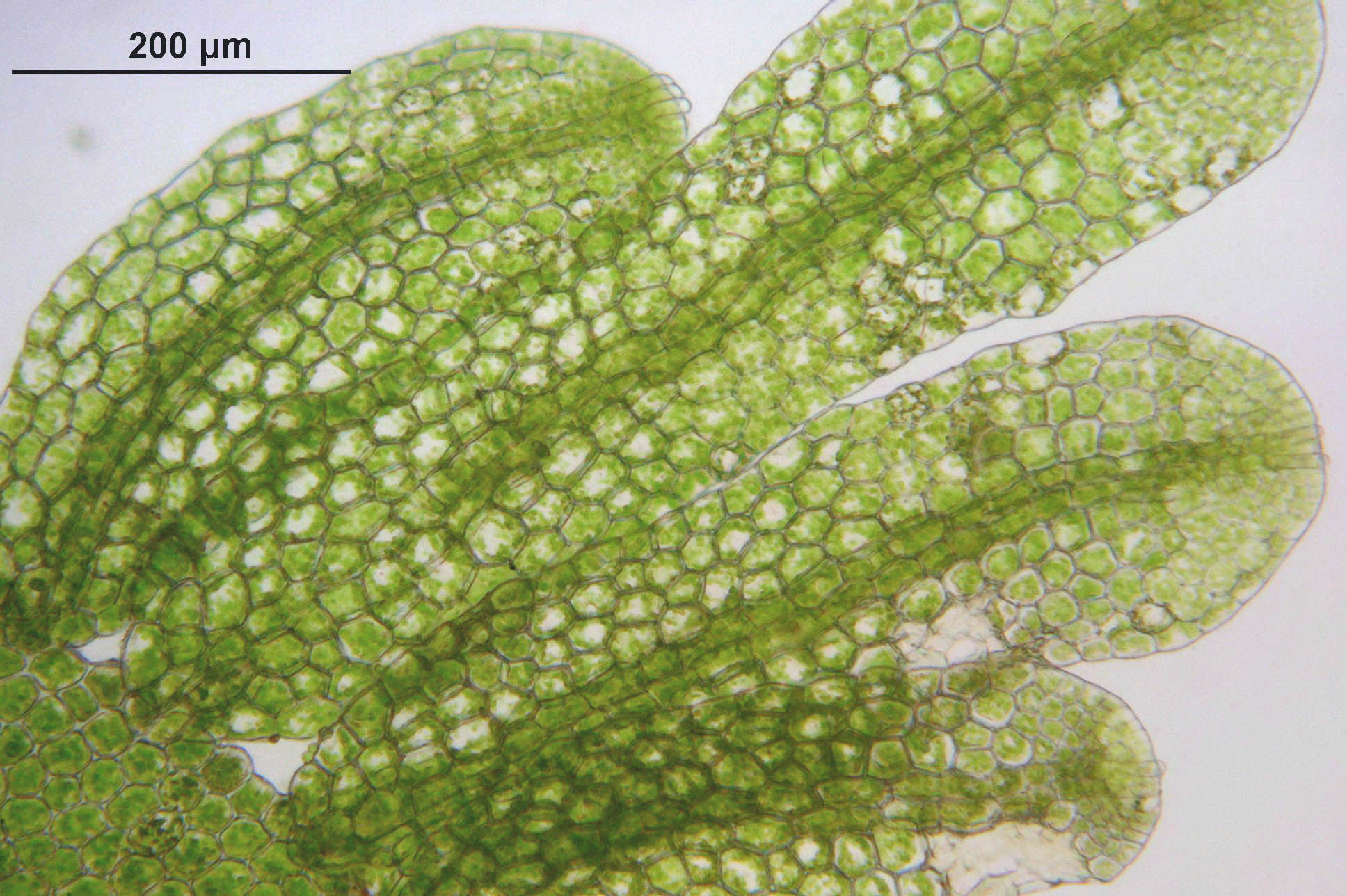
Broedlichamen
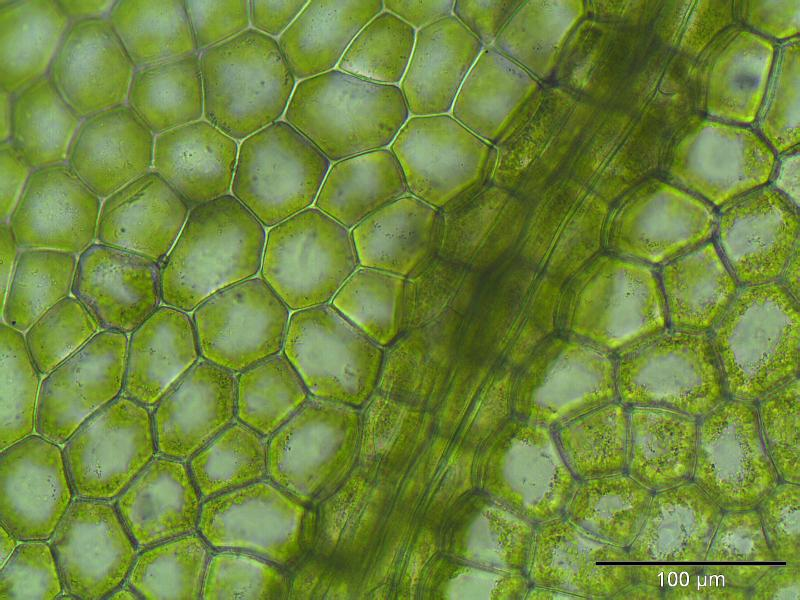
Laminacellen (250 x vergroot)